# Denial, Anger, Acceptance
"Denial, Anger, Acceptance" treća je epizoda HBO-ove televizijske serije Obitelj Soprano. Napisao ju je Mark Saraceni, režirao Nick Gomez, a izvorno je emitirana 24. siječnja 1999.

## Radnja
Christopher i Brendan Filone vraćaju ukradeni kamion u Comley Trucking, ali Junior Soprano nije zadovoljan. Junior i Mikey Palmice razgovaraju kako će riješiti problem s dvojcem i Tonyjem, a Junior se počne slagati s Mikeyjem kroz svoje frustracije.
Silvio Dante obraća se Tonyju u ime vlasnika hotela Shloma Teittlemana, hasidskog Židova i Silvijeva prijatelja. Teittelman pristaje predati 25 posto svojeg posla Tonyju ako ovaj prisili njegova zeta na razvod bez kompenzacija. Razlog svemu je taj što zet želi 50 posto posla te što vlada ukida olakšice. Međutim, Tonyjev židovski prijatelj Hesh Rabkin upozorava Tonyja da se ne petlja s hasidskim Židovima. Paulie i Silvio prilaze Arielu, ali ga ne uspijevaju nagovoriti da odustane od braka i hotela bez naknade. Tijekom drugog susreta, gdje ga otimaju i ne uspijevaju ga slomiti nakon duge borbe u kojoj Ariel dokazuje kako je sposoban braniti se i ne podleći zahtjevima. Ariel ih izaziva da ga ubiju, vjerujući kako će njegova smrt nanijeti duhovnu nesreću obitelji vlasnika hotela i njegovim saveznicima. Spominje Massadu, mjesto gdje su rimske legije opsjedale malobrojnije Židove koja je završila masovnim samoubojstvom Židova koji su izabrali smrt umjesto porobljavanja. Paulie i Silvio ne uspijevaju ga slomiti pa pozovu Tonyja koji je u to vrijeme s ljubavnicom Irinom. Ni Tony ne uspijeva zastrašiti Ariela pa biva prisiljen progutati svoj ponos i nazvati Hesha u kasnim noćnim satima, priznajući kako je odbio njegov savjet da se ne miješa. Nakon što je dobio Heshov prijedlog da zaprijeti Arielu kastracijom koja se smatra gorom od smrti, Tony uspijeva nagovoriti Ariela da pristane na razvod pod njihovim uvjetima. Shlomo zatim odbije dati Tonyju njegov udio, ponudivši umjesto toga gotovinu, jer vjeruje kako su pregovori okončani nasiljem i prijetnjama te namjerava ponuditi Arielu 15 posto vlasništva motela. Nakon što Tony počne inzistirati na originalnom dogovoru o 25 posto, Shlomo kaže kako je stvorio golem; kad ga Tony upita što to znači, ovaj ga naziva Frankensteinom.
Na terapiji, Tony razgovara o raku koji je dijagnosticiran izvršnom šefu obitelji, Jackieju Aprileu. Dr. Melfi pokuša iskoristiti primjer kako bi pokazala Tonyju da je obuzet negativnim razmišljanjem. Tony se razbjesni i izleti van vjerujući kako psihijatri pokušavaju manipulirati ljudima da počnu osjećati određene stvari. Ekipa posjećuje Jackieja u bolnici gdje se za njega brine supruga Rosalie. Tony se kasnije vraća s plesačicom iz Bada Binga kako bi održala privatnu zabavu za Jackieja. Tijekom trećeg posjeta, čini se kako se Jackiejevo stanje pogoršalo te je prezauzet bolešću da razgovara o poslu. Tony razgovara o Jackiejevoj bolesti i Shlomovoj uvredi s dr. Melfi. Ona ga upita osjeća li se kao čudovište jer mu, primjerice, nedostaje osjećaja.
Carmela u domu Sopranovih organizira tihu aukciju kako bi prikupila novac za pedijatrijsku bolnicu. Angažira Charmaine i Artieja Bucca da se pobrinu za hranu. Tony i Artie posvađaju se u ugodnom tonu oko hrane nakon što Tony kaže Artieju da prestane cmizdriti oko požara u njegovu restoranu. Carmela uvrijedi Charmaine tretirajući je kao služavku. Kako bi vratila uvredu, Charmaine kasnije otkriva kako su ona i Tony jednom spavali zajedno. 
Meadow i njena prijateljica Hunter su iscrpljene. Njihovi završni ispiti i zborni recital padaju na isti dan, a nemaju dovoljno vremena za učenje i vježbanje. Odlučuju kako je najbolje rješenje upitati Christophera i Brendana za malo speeda. Christopher kaže da je najbolje da ga nabave od njega nego na ulici od uličnih dilera te ga pristane dati Meadow "samo ovaj put".   
Junior posjećuje Liviju u Green Groveu i razgovara s njom o situaciji s Christopherom i Brendanom. Livia istakne da i ona i Tony vole Christophera kao sina (njezinu je naklnost stekao kad joj je jedne godine postavio protuolujne prozore). Ona predloži da Junior dâ Tonyju da razgovara sa svojim usijanim nećakom, ali kaže kako "ne zna" za Brendana. Junior komplimentira Liviji na njezinom mudrom donošenju odluka. Ona se podsmjehne, dobacivši sarkastično da mora biti "brbljajući idiot" kad ju je Tony smjestio u starački dom.
"Razgovor" s Christopherom završava kao lažna likvidacija koju su izveli ruski plaćenici. Brendanova kazna je metak kroz oko iz pištolja Juniorova pomoćnika Mikeyja Palmicea. Obje su scene isprepletene s Meadowinim recitalom koji ukrašava nasilje.

## Glavne uloge
- James Gandolfini kao Tony Soprano
- Lorraine Bracco kao Dr. Jennifer Melfi
- Edie Falco kao Carmela Soprano
- Michael Imperioli kao Christopher Moltisanti
- Dominic Chianese kao Corrado Soprano, Jr.
- Vincent Pastore kao Big Pussy Bonpensiero *
- Steven Van Zandt kao Silvio Dante
- Tony Sirico kao Paulie Gualtieri
- Robert Iler kao Anthony Soprano, Jr. *
- Jamie-Lynn Sigler kao Meadow Soprano
- Nancy Marchand kao Livia Soprano

* samo potpis

### Gostujući glumci
- Michael Rispoli kao Jackie Aprile, Sr
- Jerry Adler kao Hesh Rabkin
- John Ventimiglia kao Artie Bucco
- Katherine Narducci kao Charmaine Bucco
- Ned Eisenberg kao Ariel
- Chuck Low kao Shlomo Teittleman

#### Ostali gostujući glumci
| - Al Sapienza kao Mikey Palmice - Anthony DeSando kao Brendan Filone - Drea de Matteo kao Adriana - Sharon Angela kao Rosalie Aprile - Oksana Lada kao Irina Peltsin - Michelle de Cesare kao Hunter Scangarelo - Sig Libowitz kao Hillel Teittleman | - Sasha Nesterov kao Rus - Bernadette Penotti kao medicinska sestra - Slava Schoot kao Rus - Angelica Torn kao žena na zabavi - Joseph Tudisco kao vozač kamiona - Jennifer Wiltsie kao gđica Marris |

## Prvo pojavljivanje
- Rosalie Aprile: žena izvršnog šefa Jackieja Aprilea i prijateljica Carmele Soprano.
- Hillel Teittleman: suvlasnik motela Fly Away.

## Umrli
- Brendan Filone: dok je ležao u kadi u oko ga je ustrijelio  Mikey Palmice.

## Naslovna referenca
- Poricanje, srdžba i prihvaćanje (denial, anger i acceptance) tri su od pet faza tugovanja koje je opisala Elizabeth Kübler-Ross u svojoj knjizi On Death and Dying iz 1969.

## Reference naKuma
- Isprepletenost pjevanja Meadowina zbora s Brendanovim ubojstvom slično je sekvenci krštenja u Kumu kad Michael daje ubiti svoje neprijatelje tijekom krštenja djeteta svoje sestre.
- Big Pussy Brendanovo ubojstvo opisuje riječima "Moe Greene Special", referirajući se na to kako su obojica ustrijeljena u oko.

## Poveznice sa sljedećim epizodama
- S Tonyjem kao suvlasnikom, hotel Teitlemannovih se često viđa tijekom serije. Apartman se koristi kao mjesto za održavanje pokerskih partija, ugošćavanje klijenata prostitutki, a James "Murmur" Zancone preuzima podatke o kreditnoj kartici s recepcije.
- Chris kaže Meadow da će joj prodati drogu kako ne bi otišla uličnim dilerima jer će je opljačkati i ostaviti pored ceste. To je točno ono što se dogodilo Chrisu dok je u četvrtoj sezoni pokušavao kupiti drogu.

## Glazba
- U odjavnoj špici svira pjesma "Complicated Shadows" Elvisa Costella.

## Vanjske poveznice
- Denial, Anger, Acceptance u internetskoj bazi filmova IMDb-a
- Serijalin retrovizor: The Sopranos 1x03 - Denial, Anger, Acceptance Marko Đurđević, Serijala.com, 5. kolovoza 2015.
- (engl.) The Sopranos: "46 Long"/"Denial, Anger, Acceptance" Todd VanDerWerff, A.V. Club.com, 9. lipnja 2010.
- (engl.) 'The Sopranos' Rewind: Season 1, Episode 3: 'Denial, Anger, Acceptance'  Arhivirana inačica izvorne stranice od 23. rujna 2015. (Wayback Machine) Alan Sepinwall, HitFix.com, 17. lipnja 2015.